# Artwork Productions
Artwork Productions (アートワークスプロダクションズ)は、2017年5月23日にアンドリュー・ウィルソンによって設立されたアニメーションと映画会社。
同社の創業者で最高経営責任者（CEO）であるAndrew Wilsonによって作成されているだけでなく、WilsonのペンフレンドのひとりであるHarrison Aindowによっても作成されている。同社は2016年5月25日から番組を制作している。最初の作品はクライドとウィリス。

## 漫画
アンドリュー・ウィルソンの友人であるニコラス・ハーグリーブスは、「アトミック・ボーイ」のような新しい漫画を作った。

### 2017年
- クライドとウィリス
- アトミックボーイ
- 悪名高いパーカー

### 2018年
- 毛だらけのハリー
- ハンバーガー女の子

### 2021年
- クライドとウィリス：時間旅行

| スタブアイコン | サブスタブ | この項目は、まだ閲覧者の調べものの参照としては役立たない、企業に関連した書きかけの項目です。この項目を加筆・訂正などしてくださる協力者を求めています（PJ:経済）。 |